# Сержантський та старшинський склад
Сержантський склад, сержантський корпус, Сержантський та старшинський склад (англ. Non-commissioned officers, NCO, NCO Corps) — узагальнена назва військовослужбовців командного складу в збройних силах, на флоті і в інших силових структурах багатьох країн, які мають військові звання капралів, сержантів, старшин, ворент-офіцерів, фельфебелів, унтер-офіцерів тощо.
Сержантський склад грає ключову роль у боєздатності армії та флоту. Сержант — це лідер для солдат чи матросів, зразок для підлеглих, помічник офіцерів.

## Україна

### Сухопутні військатаПовітряні сили ЗС України
| Погон            |                  |         |                 |                  |              |                 |
| Військові звання | молодший сержант | сержант | старший сержант | головний сержант | штаб-сержант | майстер-сержант |
| Скорочення       | мол.с-нт         | с-нт    | ст.с-нт         | гол.с-нт         | шб.с-нт      | м.с-нт          |
| Код НАТО         | OR-4             | OR-5    | OR-6            | OR-7             | OR-8         | OR-9            |

### Військово-Морські Сили ЗС України
| Погон            |                    |                   |                   |                               |               |                  |
| Військові звання | старшина II статті | старшина I статті | головний старшина | головний корабельний старшина | штаб-старшина | майстер-старшина |
| Скорочення       | ст-на II ст        | ст-на І ст        | гол.ст-на         | гол.кор.ст-на                 | шб.ст-на      | м.ст-на          |
| Код НАТО         | OR-4               | OR-5              | OR-6              | OR-7                          | OR-8          | OR-9             |

До сержантського корпусу ЗСУ відносяться всі звання від молодшого сержанта-старшини II статті (OR-4) до старшого прапорщика-старшого мічмана (OR-9).
Сержантський корпус України згідно стандарту НАТО «STANAG 2116» має поділ на
- молодший сержантський склад (OR-4, OR-5),
- старший сержантський склад (OR-6, OR-7, OR-8),
- вищий сержантський склад (OR-9)[1].

### Підготовка
Для обіймання посади та отримання звання у сержантському корпусі (відповідно ВОС й ШПК) необхідно пройти вишкіл. В Україні діють Військові коледжі сержантського складу, Навчальні Центри з підготовки сержантів. Сержантський склад ЗСУ має багаторівневу підготовку за навчальними планами країн НАТО (англ. Reference Curriculum; англ. DEEP):
- Курс Лідерства базового рівня (КЛБР)[7][8]
- Курс Лідерства середнього рівня (КЛСР)[9]
- Курс Лідерства підвищеного рівня (КЛПР)[10][11]
- Курс Лідерства вищого рівня (КЛВР, кандидати добираються при наявності вищої освіти)

Кожному рівню Курсу Лідерства відповідає відповідна фахова підготовка. Що надає право робити аналогічну з матеріальним утриманням офіцерів, але сержантську кар'єру до 25-го тарифного розряду включно.
Український сержантський корпус також отримує підвищення кваліфікації за фахом морально-психологічного забезпечення, що отримували раніше лише офіцери (ВОС915), в Національному університеті оборони України.

### Чисельність
На 2018 р. у Збройних силах України близько 40 000 військовослужбовців сержантського складу.

### Сержантська Рада
Підбір на сержантські посади (ШПК) та отримання сержантського звання відбувається серед військовослужбовців контрактної служби, через погодження кандидатур з Сержантською Радою та після проходження відповідного військово-фахового вишколу (ВОС) за стандартами НАТО. До Сержантської Ради можуть входити військові від молодшого сержанта (старшини II статті) до старшого прапорщика (старшого мічмана). Сержантська Рада має повноваження при порушенні дисципліни робити подання на пониження в званні сержантів; вирішувати інші питання сержантів. Вона формується на загальних зборах сержантського та старшинського складу одного підрозділу, одної військової частини, окремого військового навчального закладу, де обирають керівний склад (при наявності не менше 15 представників сержантського складу) на один рік. Підзвітні Раді Сержантів ЗСУ, котра збирається 1 раз на квартал, й у свою чергу підзвітна Всеармійським зборам, які збираються 1 раз на рік.

### Кодекс сержанта
Честь сержанта — це внутрішня гідність, благородство душі, чистота совісті, бездоганність поведінки на службі та в побуті. Девіз сержанта ЗСУ — честь, відданість, відповідальність, професіоналізм.
Сержантський склад ЗСУ має затверджений кодекс:

## США

### Армія США
| Склад             | Сержантський | Сержантський | Сержантський | Штаб-сержантський     | Штаб-сержантський | Штаб-сержантський | Штаб-сержантський | Штаб-сержантський      | Штаб-сержантський       |
| Код США           | E-4          | E-5          | E-6          | E-7                   | E-8               | E-8               | E-9               | E-9                    | E-9                     |
| ----------------- | ------------ | ------------ | ------------ | --------------------- | ----------------- | ----------------- | ----------------- | ---------------------- | ----------------------- |
| Нарукавний шеврон |              |              |              |                       |                   |                   |                   |                        |                         |
| Військові звання  | капрал       | сержант      | штаб-сержант | сержант першого класу | майстер-сержант   | перший сержант    | сержант-майор     | головний сержант-майор | сержант-майор армії США |
| Абревіатура       | CPL          | SGT          | SSG          | SFC                   | MSG               | 1SG               | SGM               | CSM                    | SMA                     |
| Код НАТО          | OR-4         | OR-5         | OR-6         | OR-7                  | OR-8              | OR-8              | OR-9              | OR-9                   | OR-9                    |
|                   |              |              |              |                       |                   |                   |                   |                        |                         |

### ВПС США
| Код у ВПС США                                                                 | E-5          | E-6            | E-7              | E-7              | E-8                      | E-8                      | E-9                       | E-9                       | E-9                    | E-9                   |
| ----------------------------------------------------------------------------- | ------------ | -------------- | ---------------- | ---------------- | ------------------------ | ------------------------ | ------------------------- | ------------------------- | ---------------------- | --------------------- |
| Нарукавний шеврон                                                             |              |                |                  |                  |                          |                          |                           |                           |                        |                       |
| Назва                                                                         | штаб-сержант | технік-сержант | майстер-сержант¹ | майстер-сержант¹ | старший майстер-сержант¹ | старший майстер-сержант¹ | головний майстер-сержант¹ | головний майстер-сержант¹ | головний сержант-майор | сержант-майор ВПС США |
| Абревіатура                                                                   | SSgt         | TSgt           | MSgt             | MSgt             | SMSgt                    | SMSgt                    | CMSgt                     | CMSgt                     | CCM                    | CMSAF                 |
| Код НАТО                                                                      | OR-5         | OR-6           | OR-7             | OR-7             | OR-8                     | OR-8                     | OR-9                      | OR-9                      | OR-9                   | OR-9                  |
| ¹ ВПС США не мають окремого військового звання перший сержант, як в армії США |              |                |                  |                  |                          |                          |                           |                           |                        |                       |

### ВМС США
|  |  |  |  |  |  |

| Петті-офіцер I класу | Петті-офіцер ІІ класу | Петті-офіцер ІІІ класу |
| E-6                  | E-5                   | E-4                    |
| -------------------- | --------------------- | ---------------------- |
|                      |                       |                        |

### Корпус морської піхоти США
| Військові звання | E-3             | E-4    | E-5     | E-6          | E-7              | E-8             | E-8            | E-9                      | E-9           | E-9                                       |  |
| ---------------- | --------------- | ------ | ------- | ------------ | ---------------- | --------------- | -------------- | ------------------------ | ------------- | ----------------------------------------- |  |
| Знак розрізнення |                 |        |         |              |                  |                 |                |                          |               |                                           |  |
| Військові звання | Молодший капрал | Капрал | Сержант | Штаб-сержант | Комендор-сержант | Майстер-сержант | Перший сержант | Майстер комендор-сержант | Сержант-майор | Сержант-майор Корпусу морської піхоти США |  |
| Абревіатура      | LCpl            | Cpl    | Sgt     | SSgt         | GySgt            | MSgt            | 1stSgt         | MGySgt                   | SgtMaj        | SgtMajMarCor                              |  |
| Код НАТО         | OR-3            | OR-4   | OR-5    | OR-6         | OR-7             | OR-8            | OR-8           | OR-9                     | OR-9          | OR-9                                      |  |